# Der letzte Tanaru
Der letzte Tanaru (portugiesisch Índio Tanaru, wörtlich: Tanaruindianer) oder schnörkelloser Mann des Lochs (portugiesisch índio do buraco) war die Bezeichnung für den wahrscheinlich letzten Überlebenden der Tanaru. Der Mann, ein Indigener, wurde im August 2022 in einer seiner Wohnstätten tot aufgefunden. Sein Alter wurde auf etwa 60 Jahre geschätzt.
Die Tanaru waren ein unkontaktiertes Volk, welches im brasilianischen Bundesstaat Rondônia lebte. Die übrigen Mitglieder seines Stammes wurden zwischen den 1970er und 1990er Jahren von lokalen Siedlern ausgerottet.
Der Mann war der wahrscheinlich letzte Bewohner der Terra Indígena Tanaru, eines Schutzgebietes, welche die brasilianische Regierung 2007 eingerichtet hatte.
Sein Name ist unbekannt, genauso wie die Eigenbezeichnung seines Volkes oder welche Sprache er sprach. Seit Mitte der 1990er Jahre bis zu seinem Tod im Jahr 2022 lebte der Mann alleine. Ab 1996 behielt die brasilianische Indigenenbehörde FUNAI, die Fundação Nacional do Índio, den Mann im Blick, interagierte manchmal mit ihm aus der Ferne und fand schließlich auch seinen Leichnam. Der Mann hatte es stets vorgezogen, isoliert zu bleiben. Er lebte vor allem als Jäger und Sammler und wechselte oft seinen Aufenthaltsort. Sein Akronym „Mann des Lochs“ rührt daher, dass er in jeder seiner Wohnstätten tiefe Löcher grub. Die Funktion dieser Löcher ist unklar. In den Jahren 2009 und 2018 überlebte der Mann Attacken bewaffneter Rancher.
Der Mann erlangte Bekanntheit, als die FUNAI ein Video von ihm veröffentlichte, um auf die Situation indigener Völker hinzuweisen, und die Gefahren, welchen diese ausgesetzt sind.

## Überlebender des Genozids
Der Mann lebte nicht aus freien Stücken als Einsiedler. Diese Situation wurde ihm aufgezwungen, nachdem die übrigen Mitglieder seines Volkes im Rahmen des Genozids Indigener Völker in Brasilien ermordet worden waren. Es wird angenommen, dass Siedler den Großteil seines Volkes in den 1970er Jahren umbrachten. Dieses Schicksal traf auch andere unkontaktierte Völker in der Nähe, wie die  Akuntsu oder Kanoê. Die Überlebenden wurden wahrscheinlich 1995 durch eine Attacke illegaler Minenarbeiter getötet. Die Fundação Nacional do Índio (FUNAI), Brasiliens Agentur für indigene Angelegenheiten, fand Überreste ihres Dorfes, welches 1996 zerstört worden war. Da das Volk bis zuletzt isoliert geblieben war, ist nicht bekannt, welche Sprache sie benutzten, wie sie sich selbst nannten oder welchen Namen der letzte Überlebende trug.

## Weiteres Leben
FUNAI wurde 1996 auf den Überlebenden aufmerksam. Sie stellten fest, dass er Strohhütten zu seinem Schutz baute und seine Behausung regelmäßig verlegte. Er jagte, sammelte Beeren und Honig, und pflanzte Mais und Maniok. Insgesamt identifizierte die FUNAI über fünfzig seiner Hütten. Sein Kosename rührt daher, dass er ein tiefes Loch in seine Hütte grub, bevor er sie verließ, um sich an einer anderen Stelle niederzulassen. Ursprünglich glaubte man, das Loch sei als Tierfalle gedacht oder um sich darin zu verstecken. Gewisse Personen, welche ihn beobachteten, stellten die Theorie auf, das Loch könnte eine spirituelle Bedeutung haben. Die Löcher waren schmal und über 1,80 m tief. FUNAI identifizierte 14 ähnliche Löcher in dem zerstörten Dorf, welches 1996 entdeckt worden war.
Brasiliens Verfassung gibt indigenen Völkern Rechte über das Land, welches sie „traditionell bewohnen“. 2007 wies die FUNAI 31 Quadratmeilen (8000 Hektar) als geschütztes indigenes Territorium aus und nannte es Tanaru Indigenous Territory. FUNAI überwachte den Mann und versuchte das Eindringen in das Schutzgebiet zu verhindern. Trotzdem wurde der Mann im Jahre 2009 von bewaffneten Männern attackiert, überlebte aber.
Obwohl er fortan den direkten Kontakt mit anderen vermied, war ihm bewusst, dass er von anderen beobachtet wurde. FUNAI hinterließ hier und da Geschenke von Werkzeugen und Saatgut; und es gelang den Leuten, einen gewissen Grad des Vertrauens zu erlangen. Manchmal wies er die Beobachter auf Fallen hin, welche er entweder als Verteidigung gegraben hatte oder um damit Tiere zu erlegen. Im Jahre 2018 erstellte FUNAI ein Video mit ihm, um auf die Gefahren für unkontaktierte Völker in Brasilien hinzuweisen. In dem Video schien der Mann, welcher auf Mitte 50 geschätzt wurde, bei guter Gesundheit zu sein.

## Tod
Am 24. August 2022 fand ein FUNAI-Mitarbeiter den Mann tot in seiner Behausung. Er wurde in seiner Hängematte gefunden, geschmückt mit Papageienfedern, „als ob er den Tod erwarte“. Es gab keine Anzeichen einer Gewalteinwirkung oder anderer Störungen. Er ist vermutlich im Juli gestorben; sein Alter wurde auf etwa 60 Jahre geschätzt. Um die genaue Todesursache festzustellen, wurde sein Körper in die Provinzhauptstadt Porto Velho überführt. Am 27. August 2022 sprach sich Marcelo dos Santos, ein Experte für indigene Völker, dafür aus, dass der Mann dort bestattet werden sollte, wo er gelebt habe und gestorben sei. Der Staat solle ihm ein Denkmal errichten, und das Land solle sofort geschützt werden, bevor es verwüstet werde. Gruppen, welche die Rechte Indigener förderten, schlossen sich diesen Forderungen an.